# Grimpa-soques olivaci
El grimpa-soques olivaci (Sittasomus griseicapillus) és una ocell sud-americà de la família dels furnàrids. És l'únic membre del gènere Sittasomus.

## Hàbitat i distribució
Habita la selva humida, clars i boscos oberts a les terres baixes i turons fins als 2300 m, des de Mèxic cap al sud fins Panamà i des de Colòmbia, Veneçuela i Guaiana, cap al sud, per l'oest dels Andes, fins al nord-oest del Perú i, per l'est dels Andes, a través de l'est de l'Equador i del Perú, Bolívia i Brasil fins Paraguai i nord de l'Argentina.

## Taxonomia
Segons la classificació de l'IOC World Bird List (versió 10.2, 2020) aquesta espècie està formada per les següents subespècies:
- S. g. jaliscensis Nelson, 1900, del nord i centre de Mèxic.
- S. g. gracileus Bangs et JL Peters, 1928, de la Península de Yucatán, nord de Guatemala i Belize.
- S. g. sylvioides Lafresnaye, 1850, des del sud-est de Mèxic fins al nord de Colòmbia.
- S. g. perijanus Phelps et Gilliard, 1940, de les muntanyes de Perijá.
- S. g. tachirensis Phelps et Phelps Jr, 1956, del nord Colòmbia i oest de Veneçuela.
- S. g. griseus Jardine, 1847, del nord de Veneçuela i l'illa de Tobago.
- S. g. aequatorialis Ridgway, 1891, del l'oest de l'Equador i nord-oest del Perú.
- S. g. amazonus Lafresnaye, 1850, del sud-est de Colòmbia i sud de Veneçuela fins l'est de l'Equador i el Perú i Brasil occidental.
- S. g. axillaris Zimmer, JT, 1934, del sud-est de Veneçuela, Guaianes i Brasil septentrional.
- S. g. viridis Carriker, 1935, del nord i est de Bolívia
- S. g. transitivus Pinto et Camargo, 1948, del Brasil central.
- S. g. griseicapillus (Vieillot, 1818) del sud-est de Bolívia, nord i oest de Paraguai, sud de Brasil i nord de l'Argentina.
- S. g. reiseri Hellmayr, 1917, del nord-est de Brasil.
- S. g. olivaceus Wied-Neuwied, 1831, del Brasil oriental.
- S. g. sylviellus (Temminck, 1821) des del sud-est de Brasil i de Paraguai fins al nord-est de l'Argentina.

A la classificació de Handbook of the Birds of the World and BirdLife International Digital Checklist of the Birds of the World (Versió 5, 2020) les primeres 7 subespècies pertanyen a una espècie diferent (Sittasomus griseus), de manera que el gènere Sittasomus estaria format per dues espècies:
- Sittasomus griseicapillus (sensu stricto) - grimpa-soques olivaci meridional.
- Sittasomus griseus - grimpa-soques olivaci septentrional.